# Towarzystwo Akademickie Salia Silesia
Towarzystwo Akademickie Salia Silesia – A.V Salia – Silesia zu Gleiwitz in Oppeln im CV  jest organizacją skupiającą niemieckojęzycznych Ślązaków mieszkających zarówno w Polsce jak i Europie Zachodniej pragnących pielęgnować dziedzictwo kulturowe Śląska. Organizacja funkcjonuje na podobnych zasadach jak inne korporacje w Niemieckim Katolickim Związku Korporacji Akademickich – nosi barwy, nie uprawia menzury.

## Historia
Wraz z upadkiem komunizmu i oficjalnym uznaniem istnienia mniejszości niemieckiej w Polsce z odradzającymi się niemieckimi strukturami kulturalnymi powstawały pierwsze niemieckie Korporacje akademickie po II Wojnie światowej. 7 kwietnia 1992 roku w Gliwicach kilku śląskich studentów w nawiązaniu do niemieckich tradycji na Śląsku utworzyło korporację AV Salia – Silesia zu Gleiwitz. Jako kolory korporacji przejęto barwy nieistniejącej już KDStV Salia zu Breslau (Köln) w odwrotnej kolejności: biało-czarno-pomarańczowo-białe. Od KDStV Salia zu Breslau (Köln) przejęto wiele tradycji i zachowań jako że członkami tej Korporacji było również wielu Górnoślązaków. 21 listopada 1992 roku AV Salia-Silesia świętowała swoją uroczystość inauguracyjną, na której obecni byli przedstawiciele Korporacji niemieckich z RFN oraz pierwsi Filistrowie -"Alte Herren" powstałej Salii – Silesii.
Od 1993 roku Korporacja jest pełnoprawnym członkiem Niemieckiego Katolickiego Związku Korporacji Akademickich z numerem porządkowym 121 oraz jego jedynym stowarzyszeniem na terenie Polski o pełnej nazwie: A.V Salia – Silesia zu Gleiwitz im CV. Korporanci aktywnie uczestniczą w życiu CV pielęgnując liczne kontakty oraz uczestnicząc w corocznych zebraniach Cartellverbandu.
W 1997 roku wraz z zaprzyjaźnionymi Korporacjami z Niemiec (KDStV Chursachsen zu Dresden) i Czech (KStV Pragensis Prag) zapoczątkowano tradycję corocznego, wzajemnego obchodzenia Knajp – Mitteleuroparingkneipe – MERK. Ma to miejsce w różnych częściach Polski,Niemiec i Czech zawsze w semestrze letnim. Każdego roku spotkania organizowane są przez Korporacje na zmianę.
Innymi cyklicznymi imprezami są wieczór andrzejkowy – Andreasabend i bal noworoczny – Salia – Silesia Neujahrsball.
19 maja 2007 roku AV Salia – Silesia obchodziła piętnastolecie istnienia w Chrząszczycach, gdzie odbył się z tej okazji tradycyjny Festkommers.
Na przełomie czerwca i lipca 2007 roku AV Salia – Silesia podpisała ze swoją zaprzyjaźnioną Korporacją KDStV Wildenstein Freiburg im Breisgau traktat o wzajemnej przyjaźni  – Vorstellungsverhältnis.

## Członkostwo i działalność
Pełnoprawnym członkiem Korporacji AV Salia – Silesia może zostać każdy student płci męskiej, który wykazuje zainteresowanie życiem korporacyjnym, jest immatrykulowany na śląskiej Uczelni Wyższej oraz akceptuje zasady  Cartellverbandu – wyznawanie wiary katolickiej, starania w nauce i samodoskonalenie się, dożywotnia przyjaźń, miłość do małej ojczyzny – Heimatlandu. Nowo przyjęty członek podczas Rezeption staje się wpierw fuksem – o ograniczonych prawach w obrębie Korporacji oraz rozszerzonych obowiązkach w stosunku do swych starszych kolegów. Po odpowiednio długim okresie próby następuje Burschung na pełnoprawnego członka – Bursch (Barwiarza).
Działalność Korporacji ma na celu – w obrębie przestrzegania zasad głównych Prinzipien – organizowanie imprez kulturalnych, naukowych, towarzyskich,wspólnych wyjazdów krajoznawczych i spotkań z wybitnymi osobistościami życia społecznego. Wszystkie wspólne aktywności, hierarchia, cele, wartości – prowadzą do zacieśniania więzi koleżeńskich między Korporantami, którzy stają się sobie coraz bliżsi zgodnie z Lebensbundprinzip (zasadą dożywotniej przyjaźni). Dzięki wspólnemu zaufaniu i przywiązaniu Korporanci służą sobie wzajemną pomocą w przeróżnych dziedzinach życia.
Mimo sztywnych zasad, w ramach prywatnych spotkań towarzyskich, Korporanci nie są zobowiązani do rygorystycznego przestrzegania Comment (z fr. "jak"; zbiór zasad należytego zachowania się studenta Korporacji).

## Insygnia i hasła

### Zasady główne –Prinzipien
- Religio (religia) – Korporanci są wyznania katolickiego oraz żyją według katolickiego systemu wartości. Ta zasada jest integralną częścią życia prywatnego i korporacyjnego.
- Scientia (nauka) –  Zasada nauki nie oznacza dla Korporacji tylko starań w nauce akademickiej ale i dalszy rozwój poza studiami. Korporanci poprzez wykłady, seminaria i codzienne życie starają się być wierni temu hasłu.
- Amicitia (przyjaźń) – Przyjaźń jest najważniejszą składową istnienia Korporacji. Jest siłą scalającą między różnymi grupami zawodowymi jak i generacjami. Przyjaźń jest czynnikiem, dzięki któremu przynależność do Korporacji trwa całe życie.
- Patria (ojczyzna) – Pojęcie Ojczyzna znaczy dla Korporanta przywiązanie do Heimatu (małej ojczyzny). Korporanci zobowiązują się wstawiać za pokojowym współżyciem narodów w Europie i Świecie jak i za demokracją i wolnością jako zasadami kierującymi ich wspólnym życiem.

### Herb–Wappen
Jak każda inna Korporacja AV Salia – Silesia posiada również herb. Utrzymane jest w barwach podstawowych – biały/czarny/pomarańczowy – oraz zawiera symbolikę związaną z Prinzipien:
- Religio – Krzyż pośrodku tarczy jako centralna część życia Korporacji.
- Scientia – Gwiazda w lewym dolnym rogu jako dążenie do gwiazd z łacińskiego powiedzenia "per aspera ad astra" (przez trudy do gwiazd).
- Amicitia – Łańcuch którego ogniwa łączą Korporantów na równi z Bandą
- Patria – w prawym dolnym rogu orzeł śląski

### Flaga –Fahne
Flaga zawiera z jednej strony Herb, nad którym znajduje się Motto oraz data AD 1992 na srebrnym tle. Z drugiej strony znajduje się Cyrkiel i napis Akademische Verbindung Salia – Silesia im CV na tle barw Korporacji.

### Cyrkiel–Zirkel
Składa się z liter "S – S – CV" odpowiednio znaczących: SALIA – SILESIA – CARTELLVERBAND.

### Dewiza –Wahlspruch
"Nec aspera terrent!" – Przeciwności losu nam niestraszne!

### Pieśni Korporacji –Farbenstrophen
- Korporacyjna zwrotka do Gaudeamus Igitur:

/: Vivat nostra Salia, Foedus gloriosum :/
Vivat et fraternitas, philistrorum largitas,
/: Quae delectat studiosum :/
                                               Dr. Albert Bitter
- Zwrotka Barwiarzy – Burschenstrophe

Salias Farben, die wir tragen,
Deuten unser Lebensbild:
Auch in düster-schwarzen Tagen
Leuchte weiß der Tugend Schild!
In dem Silberorange-Glühen
Strahlt der treuen Freundschaft Preis
Und des Wissens strebend Mühen!
Stets drum: Weiß-Schwarz-Orange-Weiß!
                                               Dr. Albert Bitter
- Zwrotka Fuksów – Fuchsenstrophe

Als Symbol des Fuchsenlebens
Schmückt ein stolzes Band die Brust
Schwarz heißt: Ernst des Wissensstrebens
Weiß: der Jugend frohe Lust
Fest in Freud und Leid verbunden
Treu dem Bruder bleiben wir.
Das soll stets mein Band bekunden:
Weiß-Schwarz-Weiß sei mein Panier!
                                               Dr. Albert Bitter

## Couleur,Studentica
W obrębie pojęcia Couleur (fr. "barwy") znajdują się wszystkie przedmioty służące Korporacji do identyfikacji jej w obrębie innych towarzystw. Jednocześnie ich specyfika ma na celu wyróżnienie studenta jako członka Korporacji. Studentica odnosi się bardziej do "akcesoriów".

### Ubiór
Barwy – Farben 

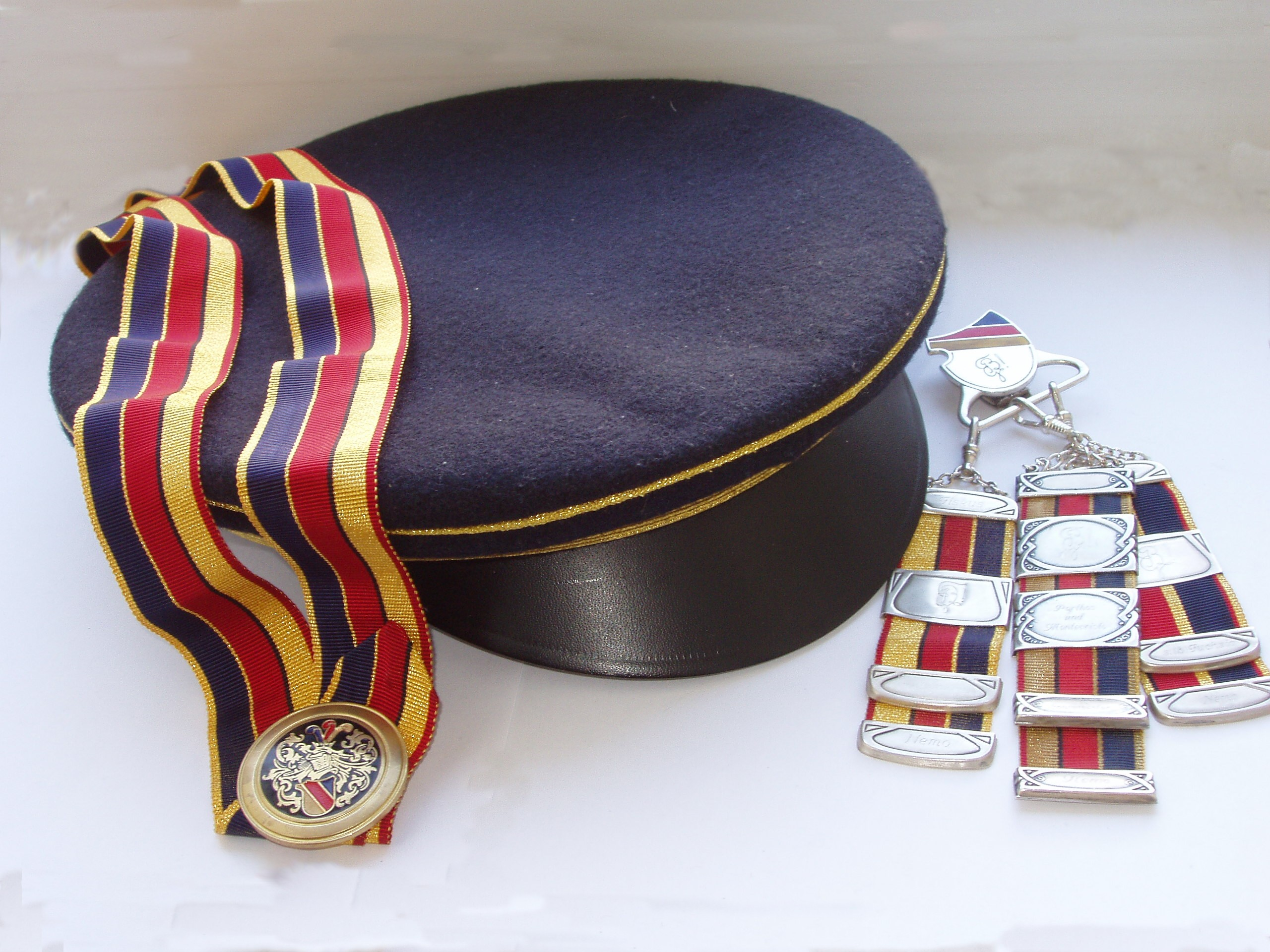
Dekiel,Band z Bandknopfem i Zipfel Korporacji Bajuvaria Wien

Odpowiednio dla Fuksa jak i Barwiarza zgodnie z barwami Bandy. Barwy Korporacji to Barwy Barwiarza.
Banda – Band
- Banda Fuksa – Fuchsenband – biało-czarno-biała
- Banda Barwiarza – Burschenband – biało-czarno-pomaranczowo-biała

Guzik dla Bandy – Bandknopf
Wykonany z metalu z wygrawerowanym Godłem Korporacji na przedniej stronie. Stosowany w celu łączenia końców Bandy.
Dekiel – Mütze
Dekiel posiada głębokość odpowiednią do średnicy potyliczno – czołowej. Wykonany jest z czarnego materiału. Brzegi obszyte są pomarańczowo-białą taśmą. Daszek jest skórzany. Oprócz Dekla w obrębie Korporacji noszone są Biertonne i Straßencerevis.
Zipfel
Jest częścią biżuterii składającą się z dwóch Band różnej długości, leżących na sobie, spiętych przesuwalną spinką. Na spince znajdować może się Godło bądź Cyrkiel z przodu, a na stronie tylnej – dedykacja. Wszystko przypięte jest do klamry którą mocuje się na kieszeni kamizelki bądź przy spodniach. Zaprzyjaźnieni członkowie różnych korporacji wymieniają się Zipflami między sobą po wcześniejszym uzgodnieniu warunków wymiany przez ich macierzyste Korporacje.
Bekiesza – Pekesche

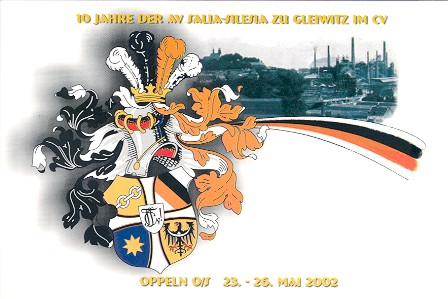
Kartka pocztowa wydana z okazji 10 rocznicy powstania Korporacji

Wykonane z czarnego materiału ze srebrnymi guzikami i zamszowymi wykończeniami. Wzorowane na górnośląskim stroju górniczym Bergkittel.
Bergstock
Zamiast rapiera Korporanci noszą odpowiednio długie laski zakończone zębatą srebrną główką.

### AkcesoriaStudentica
Kartki pocztowe – Couleurkarten
Kartki pocztowe wydawane z różnych okazji, rocznic.
Czasopismo Salia-Silesia Blätter
W obrębie Korporacji, raz w semestrze wydawane jest czasopismo o nazwie Salia -Silesia Blätter, zawierające informacje z życia Korporacji. Kartelu (Cartellverband), wydarzeń związanych z Mniejszością niemiecką w Polsce oraz służące do komunikowania się między członkami Salii – Silesii.
Inne
Semesterprogramm (semestralnie wydawany program spotkań i uroczystości), Kufle do piwa,  Verbindungsnadel (igła zwieńczona miniaturowym herbem wpinana w kołnierz marynarki) i inne.

## Znani członkowie
- Georg Krawinkel – działacz społeczny, odznaczony medalem Militio Pro Christo przez Biskupa Polowego Wojska Polskiego Tadeusza Płoskiego  za duże zasługi w organizowaniu pomocy charytatywnej Polakom. Zorganizował wiele transportów z pomocą charytatywną w okresie stanu wojennego.
- Winfried König – wizytator apostolski dla Archidiecezji Wrocławskiej
- Othmar Hackl – historyk
- Herbert Hupka – dziennikarz i polityk
- Michael Pietsch – lekarz i polityk
- Bernhard Uhde – profesor teologii